# Jan Burek
Jan Burek (ur. 4 października 1951 w Wierzawicach) – polski samorządowiec, inżynier i nauczyciel akademicki, profesor nauk inżynieryjno-technicznych, od 2002 do 2010 członek zarządu województwa podkarpackiego, od 2013 do 2014 wicemarszałek.

## Życiorys
Ukończył studia w 1976 na Politechnice Krakowskiej, następnie przez dwa lata pracował jako asystent w Akademii Górniczo-Hutniczej. Uzyskiwał następnie stopnie doktora i doktora habilitowanego. W 2020 otrzymał tytuł naukowy profesora.
Objął stanowisko profesora Politechniki Rzeszowskiej, został kierownikiem Katedry Technik Wytwarzania i Automatyzacji na Wydziale Budowy Maszyn i Lotnictwa tej uczelni (zatrudniony w tej katedrze od 1978). Opublikował kilkadziesiąt prac naukowych, w tym kilka podręczników akademickich. Jest autorem kilkunastu patentów z zakresu m.in. zarządzania produkcją.
Od 1990 zasiadał w rzeszowskiej radzie miasta. W 2001 zastąpił Jana Burego w sejmiku podkarpackim. Mandat utrzymał następnie w 2002 z ramienia Polskiego Stronnictwa Ludowego; w II kadencji zajmował stanowisko członka zarządu województwa (2002–2006). W 2006 przeszedł do PSL „Piast”. W tym samym roku z listy Prawa i Sprawiedliwości (jako kandydat „Piasta”) ponownie został radnym sejmiku, utrzymał też stanowisko w nowo powołanym zarządzie województwa. W 2010 uzyskał reelekcję w wyborach wojewódzkich, kandydując tym razem z ramienia Platformy Obywatelskiej. W maju 2013 wbrew stanowisku PO poparł kandydata PiS na marszałka województwa, obejmując w nowym zarządzie funkcję wicemarszałka. Przystąpił następnie do PiS i klubu radnych tej partii. Niespełna rok później został zawieszony w prawach członka partii. W maju 2014 został odwołany z funkcji wicemarszałka województwa. Kilka tygodni później został usunięty z klubu PiS w sejmiku. W kolejnych wyborach w tym samym roku bez powodzenia kandydował z listy lokalnego komitetu do rady powiatu leżajskiego. W 2018 był natomiast kandydatem PSL na radnego województwa.
W 2006 został honorowym obywatelem Leżajska.

## Wybrane publikacje
- Kinematyka obrabiarek, 1991.
- Maszyny technologiczne, 1999.
- Podstawy napędu i sterowania maszyn, 1999.
- Podstawy i technika obróbki ściernej (red.), 2007.
- Poradnik dyplomanta, 2001.